# Cathédrale de Ciutadella
Cette  cathédrale n’est pas la seule cathédrale Sainte-Marie.
La cathédrale Sainte-Marie est une cathédrale catholique située dans la ville de Ciutadella de Menorca, dans la communauté autonome des Îles Baléares, en Espagne. Elle se situe dans la partie la plus haute de la ville. Elle est le siège du diocèse de Minorque.
Elle est de style gothique catalan (es), construite au XIVe siècle sur ordre d'Alphonse III d'Aragon, à la suite de la reconquête de l'île sur les musulmans en 1287.
La cathédrale a été élevée au rang de basilique mineure en 1953 par Pie XII.

### Sources
- (es) Cet article est partiellement ou en totalité issu de l’article de Wikipédia en espagnol intitulé « Catedral de Santa María de Ciudadela » (voir la liste des auteurs).